# Phaenicophilidae
Phaenicophilidae Sclater, 1886 è una famiglia di uccelli dell'ordine Passeriformes.

## Tassonomia
Comprende i seguenti generi e specie:
- genere Phaenicophilus Strickland, 1851
  - Phaenicophilus palmarum (Linnaeus, 1766)
  - Phaenicophilus poliocephalus (Bonaparte, 1851)

- genere  Microligea Cory, 1884
  - Microligea palustris	(Cory, 1884)

- genere Xenoligea Bond, 1967
  - Xenoligea montana (Chapman, 1917)